# Дубінський Олександр Анатолійович
Олекса́ндр Анато́лійович Дубі́нський (нар. 18 квітня 1981, Київ, УРСР) — український проросійський журналіст, політик, блогер, колишній ведучий програми «Гроші» на телеканалі 1+1. Народний депутат IX скл. від 94-го в.о. від партії Слуга народу (член партії до 1 лютого 2021). Заступник голови комітету ВРУ з питань фінансів, податкової та митної політики. Багатьма політичними оглядачами вважається представником групи впливу олігарха Ігоря Коломойського. Член конкурсної комісії з відбору незалежних членів наглядових рад державних банків.
Проти Дубінського в січні 2021 року запроваджено персональні санкції з боку Міністерства фінансів США за втручання в американські вибори та участь у російській мережі зовнішнього впливу.
В серпні 2021 року запроваджено персональні економічні санкції з боку РФ. Підозрюється у державній зраді.У жовтні 2024 року ДБР передало до суду обвинувачувальний акт.
1 лютого 2021 року виключили із фракції Слуга народу через американські санкції.

## Життєпис
Народився 18 квітня 1981 року в Києві. За власними даними, навчався у 187-й школі в столиці, згодом закінчив три заклади освіти: технікум, Інститут харчових технологій за спеціальністю бухгалтер і аудит, а також Київський політехнічний інститут як інженер-електрик.

### Журналістика та блог
У 2004—2009 роках працював у газеті «Экономические известия» (укр. Економічні відомості), де став відомим як економічний журналіст.
З травня 2009 по травень 2010 року працював головним редактором журналу «Weekly.ua».
З 2009 року вів блоги на сайті «Української правди». З певного моменту редакція видання почала застерігати, що журналіст є необ'єктивним. «Обережно! Редакція підозрює, що цей автор виконує своїми постами певні завдання. Враховуйте це під час читання», — зазначається в підписі. Останній блог було опубліковано в середині 2015 року.
У 2010 році став креативним продюсером департаменту журналістських розслідувань «1+1». У 2014 році — ведучим програми «Гроші». З 2012 року під опікою Олександра Дубінського на телеканалі «1+1» почала виходити програма «Українські сенсації». За інформацією партії «Слуга народу», є креативним продюсером програм «Українські сенсації» і «Секретні матеріали» на «1+1».
У квітні 2017 року запустив персональний сайт-блог Dubinsky.Pro. З травня 2017 року веде відеоблог на YouTube.
З осені 2019 веде авторський блог #Дубинскийпроавто на своєму YouTube-каналі, де показує відеоогляди про автомобілі.
15 січня 2021 року, після введення проти нього санкцій з боку Міністерства фінансів США, перестав працювати його сайт Dubinsky.Pro, який був зареєстрований американською компанією GoDaddy.
28 січня 2021 року відеохостинг YouTube заблокував YouTube-канал Олександра Дубінського, де він публікував свої відео.

### Політика
За оцінкою «Детектор медіа», коли Дубінський почав працювати керівником департаменту журналістських розслідувань на «1+1» у 2010 році, він став чітко та послідовно відстоювати інтереси власника каналу Ігоря Коломойського. Так, окремі випуски «Українських сенсацій» мають ознаки політичного замовлення. Зокрема, йдеться про випуск від 23 березня 2019 року «50 відтінків Порошенка», де тодішнього Президента України звинуватили у створенні злочинного угрупування на території Молдови і причетності до вбивства свого брата Михайла. Журналістка телеканалу «1+1» Соломія Вітвіцька назвала такі розслідування «дивними» і запевнила, що студія ТСН не має до них стосунку. При цьому Дубінський, з-поміж фаворитів на президентських виборах 2019 року, мав багато критичних матеріалів про Порошенка і лише один про Юлію Тимошенко. Водночас, ледь не кожен публічний крок Зеленського було показано в позитивному світлі.
2019 року на виборах до ВРУ балотувався як мажоритарник по 94-му округу в Київській області (Васильків і Обухів, Васильківський і Обухівський райони) від партії «Слуга народу». Став першим, проти кого під час передвиборчої кампанії виступив рух «Відсіч» у межах кампанії «Червоні лінії». На виборах переміг, ставши народним депутатом Верховної ВРУ 9-го скликання.
Колишній член провладної партії «Слуга народу», голова Київської обласної організації.
У січні 2020 члени профспілки Дніпра, яких інформаційно підтримує Дубінський, подали 20 позовів у справах щодо державного «ПриватБанку» з метою змінити керівництво банку та закрити ініційовані проти Коломойського судові процеси.
У квітні 2020 року Дубінський вніс 1199 правок до ухваленого в першому читанні «антиколомойського закону».
Також у квітні 2020 року Дубінський став автором близько тисячі поправок до законопроєкту про боротьбу із «законодавчим спамом».
У травні 2020-го був ініціатором подання депутатів до Конституційного Суду щодо визнання призначення директора НАБУ Артема Ситника неконституційним.
11 вересня 2020 Комітет ВРУ з питань фінансів, податкової та митної політики делегував Дубінського до конкурсної комісії з відбору незалежних членів наглядових рад державних банків.
1 лютого 2021 року виключили із фракції Слуга народу через санкції США, при чому Зеленський двічі пропонував йому піти самому, але той відмовлявся.
14 березня 2021 року Дубінського звільнили з посади керівника київської обласної організації партії Слуга народу, його посаду посів Андрій Мотовиловець.
15 березня народного депутата Дубінського виключили з провладної партії Слуга народу через «порушення статуту та непокору керівним органам партії».
У середні липня 2021 року Дубінський зареєстрував постанову про звільнення директора «Укрпошти».

### Відзнаки
У 2007, 2008 і 2009 роках ставав найкращим фінансово-економічним журналістом України за результатами конкурсу «Премія ділових кіл „PRESSZVANIE“», одним зі спонсорів якого є російсько-український олігарх Вадим Новинський.
У 2008 році став «найкращим банківським журналістом» за версією Національного банку України.

## Скандали
29 січня 2019 року в Києві відбувся форум «Від Крут до Брюсселя. Ми йдемо своїм шляхом», на якому зібрались представники Блоку Порошенка і тодішній президент оголосив про рішення балотуватись на другий термін. Після цього Дубінський написав: «Сьогоднішній форум Порошенка — був нашим шансом. Шансом пустити туди газ. Якраз всі були в зборі». Згодом допис він видалив, але історія спричинила скандал. Так, 1 лютого під час прямого ефіру ток-шоу «Народ проти» на телеканалі «ZIK» 5 гостей вимагали покинути студію Дубінського через цей допис, після чого самі вийшли з передачі.
За інформацією ЗМІ, 2 і 3 травня 2019 року на сайті dubinsky.pro Дубінського з'явилася інформація про запровадження плати за розміщення електронних записів на сайті МОЗ про проходження медичного огляду, а також про бюджетні кошти на підвищення кваліфікації медпрацівників, які начебто були спрямовані на проєкт, реалізований громадською організацією «Захист патріотів». У МОЗ назвали ці повідомлення неправдивими, зазначивши, що Олександр Дубінський використав у своїх матеріалах фейковий документ. В. о. міністра охорони здоров'я Уляна Супрун подала до суду на Олександра Дубінського задля захисту честі, гідності та ділової репутації. 8 листопада 2019 року Солом'янський районний суд міста Києва своїм рішенням відмовив у задоволенні позову Уляни Супрун до Олександра Дубінського про захист честі, гідності, ділової репутації та спростування недостовірної інформації.
П'ятий президент Петро Порошенко подав до суду на 1+1 через сюжет Дубінського на згаданому каналі про те, що Порошенко створив злочинне угрупування в Молдові і нібито причетний до вбивства свого брата Михайла.
ЗМІ та першоджерела вказують про низку інших випадків, коли Олександр Дубінський або його проєкти на 1+1 поширювали фейкову чи маніпулятивну інформацію.
У червні 2019 року поширилося відео, де Дубінський називає гасло «Слава Україні!» нацистським, а легалізацію цього гасла в сучасній українській армії — «маразмом». А в серпні новообраний народний депутат виправдовував вчинок дружини прем'єр-міністра Ізраїлю Беньяміна Нетаньягу — кидання на підлогу хліба в аеропорту «Бориспіль» — тим, що попередня українська влада нібито героїзувала пособників нацистів.
17 червня 2019 року Дубінський опублікував у Фейсбуку фото в компанії зі скандальними Андрієм Портновим і Ігорем Гужвою.
У серпні Дубінський підтримав новообраного народного депутата Максима Бужанського, колегу від «Слуги народу», який назвав журналістку «Нового времени» «тупою вівцею».
11 листопада 2019 року вийшло у світ розслідування «Наших Грошей» на Bihus.Info щодо власності родини Дубінського. Розслідувачі вважають, що нардеп відмовився показати свої статки одразу після обрання нардепом через велику кількість автівок і нерухомості, яким володіє він, його дружина і його мати. Сам Дубінський цю інформацію не відкидає, а лише зазаначає, що все майно було набуте ще до депутатства.
29 листопада 2019 року, після поданого керівництвом НБУ позову про захист ділової репутації, Дубінський, проти котрого і був скерований позов, через соцмережі грубо обматюкав керівництво НБУ та публічно звинуватив Гонтарєву, Смолія та Рожкову в злодійстві.
У жовтні 2019 був підозрюваним в отриманні 30 тисяч доларів за непідтримку в комітеті законопроєкту про ліквідацію корупційних схем під час оцінки об'єктів нерухомості.
Дубінський назвав іноземного журналіста «бродячою твариною» через фотографію зустрічі прем'єр-міністра Гончарука та голови Офісу Президента Єрмака у ресторані. Він також висловив обурення роботою журналіста, назвавши «Радіо Свобода» одіозним і пустопорожнім. Також Дубінський назвав журналіста і «Радіо Свобода» «тупими і брехливими».
Дубінський залякував директора державного ПриватБанку Петра Крумханзла (банк до 2017 року належав Коломойському) словами Коломойського про те, що директор нібито член Ваффен-СС, які він сказав на дні народження Дубілета, де був присутній Дубінський. А після того, як Петр Крумханзл був госпіталізований з підозрою на серцевий напад, Олександр Дубінський продовжував залякувати його, публікуючи на своєму Telegram-каналі інформацію про те, що протестувальники ідуть продовжувати протестні акції до лікарні, куди госпіталізували пана Петра Крумханзля.
Дубінський не відразу давав відповіді на запити прокоментувати ситуацію. Пізніше на своєму каналі у Telegram він додав, що не святкує серцевий напад, а просто каже, що «тости Коломойського мають тенденцію здійснюватися». Повідомлення у Telegram-стрічці Дубінського свідчать, що Коломойський і його прибічники виступають за повернення ПриватБанку всіма доступними засобами. В своєму Telegram-каналі Дубінський часто приписує заяви та інформацію невідомим джерелам, намагаючись уникнути відповідальності.
В кінці 2019 року Дубінський, який «очолює групу впливу Коломойського в українському парламенті» і який за вказівкою олігарха «приєднався до суспільної кампанії…, спрямованої на перекладання відповідальності за втручання у вибори в США 2016 року з Росії на Україну» зустрічався з Робертом Джуліані, який шукав компромат на Байдена.
Після спроби рейдерської атаки Коломойського на український лоукостер SkyUp за допомогою Баришівського суду, Олександр Дубінський, коментатор каналу олігарха 1+1, зняв огидне відео, в якому він назвав недорогі авіакомпанії «вагонами для худоби» і висловив підтримку рішенню проти SkyUp.
У січні 2020-го інформаційна агенція «Слідство. Інфо» назвала дії Дубінського, зокрема погрозу кримінальними провадженнями, — «тиском і перешкоджанням журналістській діяльності».
28 лютого 2020 року Дубінський приїхав у Державне бюро розслідувань дати свідчення у справі про ухилення Порошенка від сплати податків, зловживання службовим становищем та конфлікт інтересів. Цю справу було порушено за заявою Дубінського. Саме в цей час під ДБР зібралися прихильники Порошенка, які проводили акцію «Sтор Свавіллю». Дубінський у своєму Телеграм-каналі назвав учасників акції «натовпом порохоботів». Коли Дубінський вирішив покинути будівлю ДБР, присутні почали скандувати «Ганьба!» та «Дубінський — чорт».
Також у лютому 2020 президент Володимир Зеленський мав суперечку з Дубінським через обшуки у редакції «Секретних матеріалів», продюсером якої був Дубінський, у рамках розслідування кримінальної справи щодо прослуховування прем'єра Олексія Гончарука.
7 квітня 2020 року Дубінський у Facebook опублікував скріншот (його достовірність викликала підозри), де від імені мера Дніпра Філатова обіцялося розстрілювати домашніх тварин, з якими мешканці гуляють в парках під час карантину. Пізніше Дубінський опублікував ще один пост, у якому заявив, що Філатов видалив свій пост про собак зі своєї сторінки і образив Філатова. В коментарях до посту Дубінського з образами, Філатов в грубій формі погрожував Дубінському нанесеннями тілесних ушкоджень при зустрічі і повідомляв, що «Беніна (імовірно, Коломойського) охорона йому не допоможе». Окрім того, Філатов сам опублікував пост, де назвав (імовірно) Дубінського «підручним Бородатої Бабусі».
У червні 2020-го суд зобов'язав ДБР розпочати досудове слідство щодо ймовірного отримання Дубінським румунського громадянства.
7 липня 2020 року Дубінський через свій Telegram-канал звернувся до шеф-редакторки видання «Бабель» Катерини Коберник, де в грубій формі питав Катерину про достовірність опублікованих щодо нього даних, погрожуючи «відшмагати її трусами по обличчю».
У липні 2020 року брутальним та лайливим чином висловився проти одноголосного рішення Держкіно надати фінансування фільму «Носоріг» Олега Сенцова, що виграв пітчинг у 2012 році та не був реалізований через арешт режисера.
У жовтні 2020-го журналісти Bihus.info виявили, що Дубінський під час Революції Гідності займався створенням антимайданівських фейків на замовлення найближчого оточення ексміністра доходів і зборів Олександра Клименка за президентства Віктора Януковича. Журналісти отримали доступ до переписок Дубінського (грудень 2013-лютий 2014) щодо планування заходів з дискредитації Революції Гідності. Зокрема він створив фейк і просував інформаційну кампанію про «повій на Майдані» з ціллю зобразити протест як центр розпусти.
11 січня 2021 Міністерство фінансів США з контролю за іноземними активами ввело санкції проти Олександра Дубінського через втручання у президентські вибори в США 2020 року, зазначивши, що він є «частиною пов'язаної з Росією мережі іноземного впливу». Також, відеомережа YouTube заблокувала канал Дубінського.
1 березня 2021 року на автодорозі Київ-Чоп біля міста Стрий зіткнулися два автомобілі — одним із них керував Дубінський. За попередньою інформацією, авто Дубінського виїхало на зустрічну смугу.

## Кримінальні провадження
3 серпня 2023 року ДБР та СБУ провели обшуки у Дубінського, який виїхав за кордон під приводом супроводу батька на лікування під час війни. ДБР з'ясовувало, яким чином він підписував та направляв документи, включаючи звернення до державних органів, під час перебування за кордоном, що може вказувати на можливі факти підробки.

### Виїзд військовозобов'язаних
Дубінського підозрюють у організації незаконної переправи через кордон свого брата та себе. 3 серпня 2023 року у Олександра було проведено першу серію обшуків у рамках цієї справи. 1 листопада було проведено повторні обшуки, згодом ДБР опублікувало запис, на якому Дубінський пояснював родичу, як нелегально виїхати за кордон.
3 листопада йому було видано підозру за ймовірну організацію схеми для виїзду за кордон військовозобов'язаних.
6 листопада 2023 року Печерський суд Києва обрав Дубінському запобіжний захід у вигляді цілодобового домашнього арешту із носінням електронного браслета. 13 листопада було проведено повторні обшуки у Дубінського.
У вересні 2024 року Дубінському було видано підозру за допомогу брату дружини незаконно виїхати з України до Молдови. 8 січня 2025 року справу передали до суду.

### Державна зрада, корупція, робота на російську розвідку
13 листопада 2023 року СБУ повідомила Дубінському про підозру в державній зраді та участі у злочинній організації (ч. 1 ст. 111, ч. 1 ст. 255 КК України), звинувативши у співпраці з ГУ ГШ ЗС РФ під кодовим ім'ям «Буратіно». Згідно з ККУ, можливий термін ув'язнення за даною справою сягає 15 років. 14 листопада суд у Києві арештував Дубінського на 60 діб та відправив у СІЗО. 23 листопада Печерський суд Києва заарештував майно Дубінського, його матері та колишньої дружини. 2 грудня адвокати Дубінського заявили про напад та нього в СІЗО, як написало видання ТСН, лікарі начебто констатували «численні гематоми» і два зламаних ребра. Але перевірка цих заяв поліцією та судово-медичне дослідження спростували ці заяви. 7 грудня Київський апеляційний суд відмовив Дубінському у зміні запобіжного заходу, його лишили в СІЗО до 12 січня 2024 року без застави.
13 березня 2024 року Печерський суд Києва визнав Дубінського винним у вчиненні адміністративного правопорушення, пов'язаного з корупцією. Відомості мали внести до Єдиного державного реєстру осіб, які вчинили корупційні правопорушення, а Дубінського зобовяз'али сплатити штраф.
23 липня 2024 року стало відомо що мати й дівчина Дубінського начебто придбали нові квартири в Барселоні за гроші з Росії.
У жовтні 2024 року ДБР передало до суду обвинувачувальний акт щодо Дубінського, Андрія Деркача та колишнього прокурора Костянтина Кулика, яких звинуватили у державній зраді.

## Санкції США
10 січня 2021 року Управління контролю за іноземними активами Міністерства фінансів США запровадило проти Дубінського персональні санкції за втручання в американські вибори та участь в російській мережі зовнішнього впливу (зокрема, в російській кампанії з дезінформації), яка пов'язана з народним депутатом України Андрієм Деркачем.
1—2 лютого 2021 року виключили із фракції Слуга народу через американські санкції.

## Українофобські та проросійські погляди
Дубінський назвав «нацистським» патріотичне вітання «Слава Україні!», а саме його вживання назвав «вершиною кретинізму».

## Статки
У листопаді 2019 року ЗМІ повідомили, що у Дубінського у власності 24 квартири та 17 автомобілів. Він відмовився декларувати свої статки, пояснюючи, що він заробив їх до того, як став депутатом і що він добре заробляв, будучи журналістом. Інформацію Bihus.Info про свої статки він назвав «заказухою». Крім квартир і автомобілів також володіє 70 сотками землі і двома будинками. Ця власність оцінюється в 2,5 млн доларів. За словами самого Дубінського, його зарплата на каналі 1+1 становила лише 72 тисячі гривень. Частина власності записана на нього, частина на його матір і колишню жінку Лесю Цибко. Причому у його матері до 2016 року єдиним офіційним джерелом доходу була пенсія. Значна частина власності в столиці у матері з'явилася в рік виборів (2019).

## Меми
- Мама любить швидкість — так пояснив Дубінський те, що на його матір записано 7 автомобілів, серед них Мерседеси і Maserati[137][76].

## Сім'я
Розлучений із Лесею Цибко. За власними словами, не проживав із дружиною з 2014 року, офіційно розлучились вкінці 2019 — на початку 2020 року. На думку юристів ЦПК розлучення могло бути фіктивним, для уникнення декларування частини майна.

## Інтерв'ю
- Олександр Дубинський: «Не телевізор робить глядача, а глядач — телевізор» [Архівовано 17 липня 2019 у Wayback Machine.] (рос.). «MEDIASAPIENS». 28.04.2015